# Broadstairs
Broadstairs est une ville côtière de l’île de Thanet, situé dans la paroisse civile de Broadstairs and St Peter's dans l’Est du Kent, au Royaume-Uni, à environ 130 km au sud-est de Londres. Broadstairs est une ville d'environ 24 000 habitants (2001).
Située entre Margate et Ramsgate, c'est aussi, depuis l'époque victorienne, une station balnéaire, surnommée « Jewel in Thanet's crown » (joyau de la couronne de Thanet).

## Histoire
Vers Dumpton Gap à moins de 1 km de la ville, un village protohistorique de la fin de l'époque celte (second âge du fer, la Tène) a été découvert en 1907 lors de la construction d'une route (appelée à l'époque South Cliff Parade) en haut de la falaise.

## Lieux et monuments
- Le château de Kingsgate, château construit au bord de la falaise au XVIIIe siècle par Henry Fox.

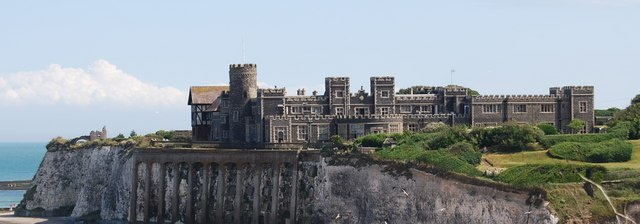
Le château Kingsgate.

## Personnalités
- Broadstairs est le lieu de naissance d'Edward Heath, premier ministre de Grande-Bretagne de 1970 à 1974.

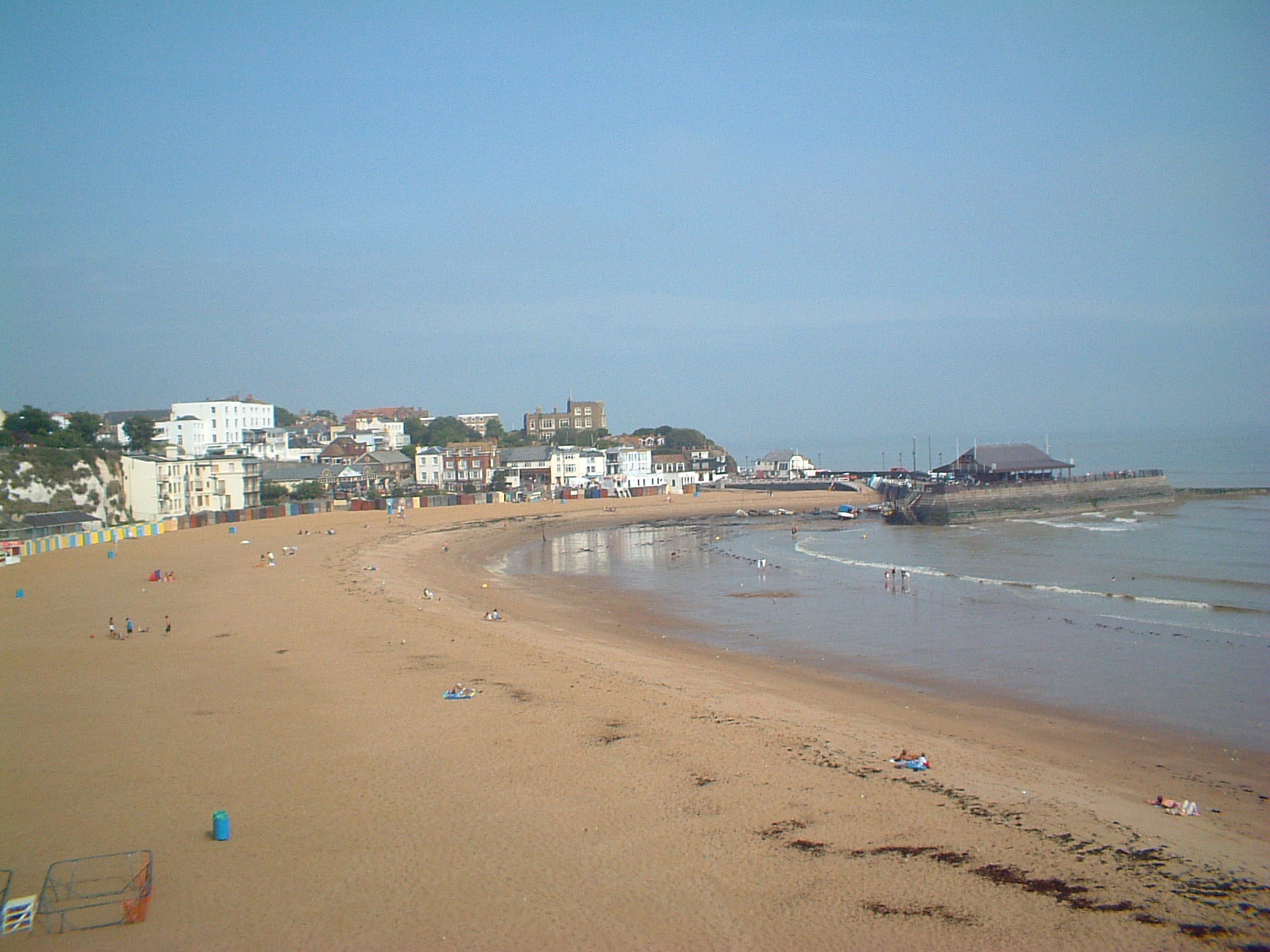
La plage de la baie Viking.
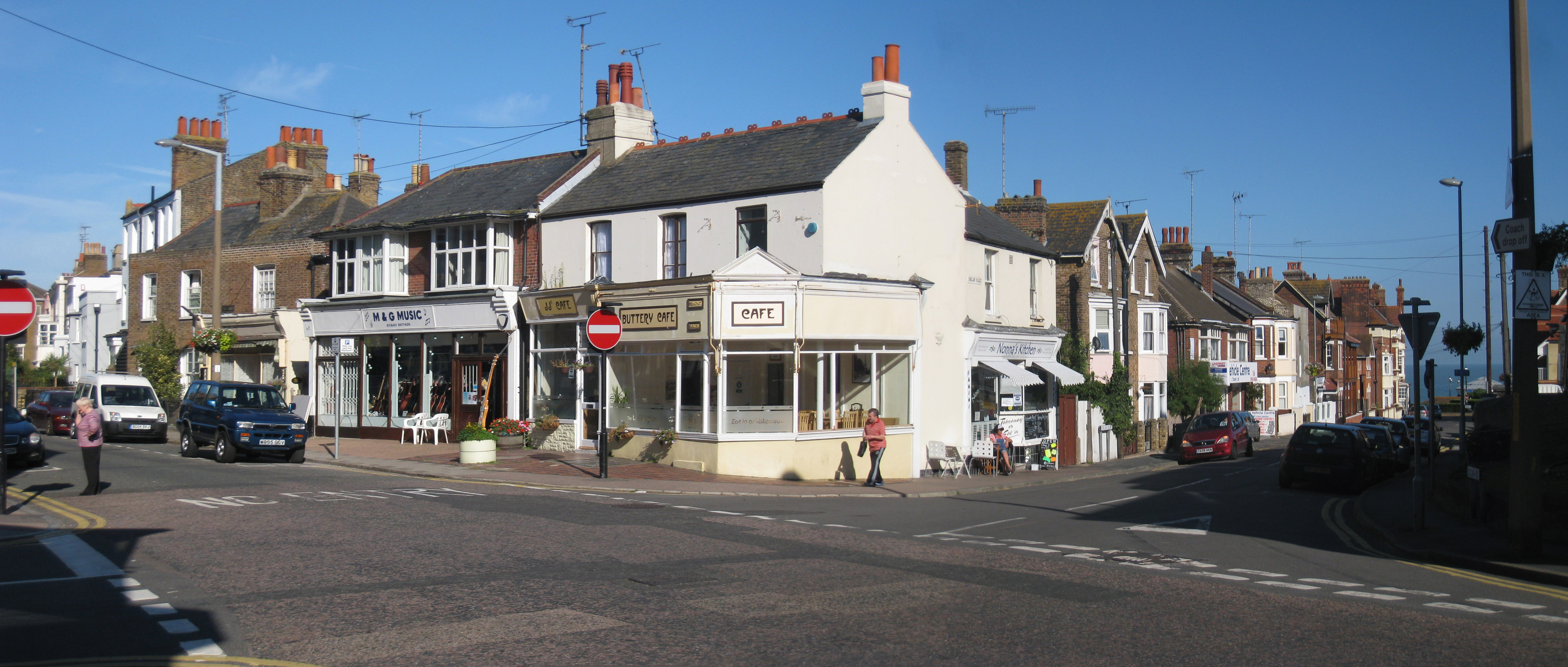
York Street et Oscar Road.